# Benjamin R. Mixon

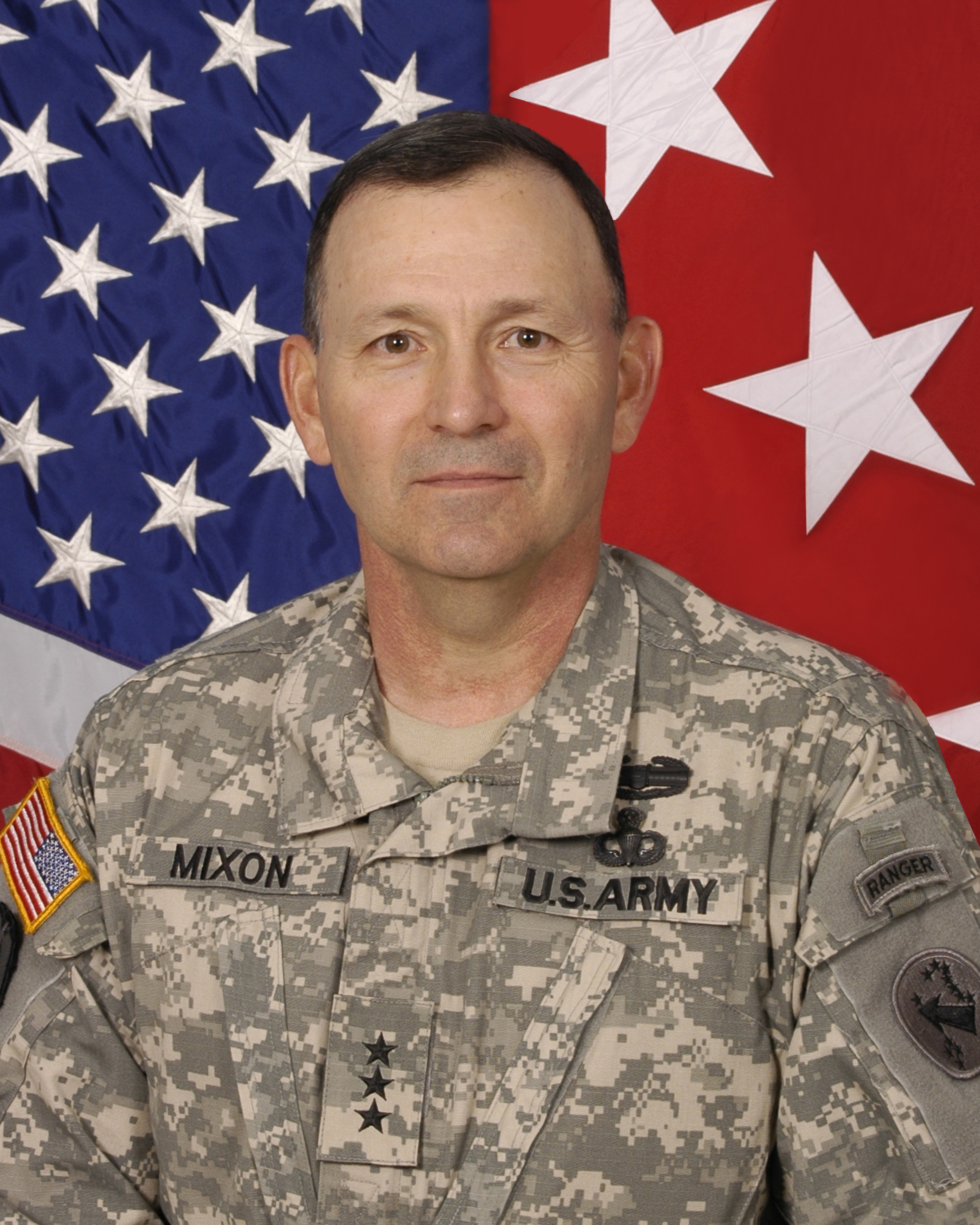
Benjamin R. Mixon

Benjamin Randaulph "Randy" Mixon (* 6. März 1953) ist ein pensionierter Generalleutnant der United States Army.
Über das ROTC-Programm der University of North Georgia, die auch als The Military College of Georgia bekannt ist, gelangte Benjamin Mixon im Jahr 1975 in das Offizierskorps des US-Heeres. Dort wurde er als Leutnant der Infanterie zugeteilt. In der Armee durchlief er anschließend alle Offiziersränge bis zum Dreisterne-General.
Im Lauf seiner militärischen Karriere absolvierte Mixon verschiedene Kurse und Schulungen. Dazu gehörten unter anderem der Infantry Officer Basic Course, der Infantry Officer Advanced Course, die Combined Arms Service Staff School, das Command and General Staff College, die School of Advanced Military Studies und das United States Army War College.
In seinen jüngeren Jahren absolvierte er den für Offiziere in den niederen Rangstufen üblichen Dienst in verschiedenen Einheiten und Standorten. Er begann seine politische Laufbahn als Truppführer in einem Bataillon, das einem Regiment der 82. Luftlandedivision unterstand. Dann wurde er nach Würzburg zur 3. Infanteriedivision versetzt. Dort gehörte er zunächst dem Divisionsstab an, später kommandierte er eine Kompanie, die dieser Division unterstand. Es folgte eine Stationierung in Fort Knox, wo er dem Stab der Readiness Group Knox angehörte. Im 75. Rangerregiment kommandierte er dann erneut eine Kompanie und diente dann im Regimentsstab.
Zu Beginn des Zweiten Golfkriegs war Mixon mit einem Bataillon des 502. Infanterieregiments, das zur 101. Luftlandedivision gehörte, in Fort Campbell in Kentucky stationiert. Im Jahr 1991 wurde er mit seiner Einheit nach Saudi-Arabien verlegt, von wo aus er am Kriegsgeschehen teilnahm. Im Oktober 1991 wurde er nach Vicenza in Italien versetzt. Dort gehörte er der Stabsabteilung für Operationen (G3) der Southern European Task Force an. Zwischen 1992 und 1994 kommandierte er ein Bataillon dieser Einheit. In den Jahren 1994 und 1995 gehörte Benjamin Mixon als Leiter der G3-Abteilung zum Stab der 101. Luftlandedivision. Danach übernahm er das Kommando über die 1. Brigade des 327. Infanterieregiments, das ebenfalls der 101. Luftlandedivision unterstand. Diesen Posten bekleidete er zwischen Oktober 1996 und August 1998.
Anschließend war er bis Juni 1999 Stabschef der 101. Luftlandedivision. Von Juni 1999 bis Juli 2001 gehörte er zum Stab des United States Joint Forces Commands. Danach war er bis Juni 2002 Leiter der Abteilung G3 (Operationen) bei der 82. Luftlandedivision. Daran schloss sich seine Berufung zum Stabschef des XVIII. Luftlandekorps an. Dieses Amt bekleidete er bis Juni 2003. Dann nahm er für einige Monate im Stab der Joint Task Force 180 an der Operation Enduring Freedom in Afghanistan teil. Es folgte eine Versetzung zum U.S. Southern Command, wo er die Abteilung für Operationen leitete.
Im Juli 2005 übernahm Benjamin Mixon das Kommando über die 25. Infanteriedivision. Diese Division hatte bzw. hat ihr Hauptquartier in den Schofield Barracks in Hawaii. Dieses Kommando bekleidete er bis Januar 2008. Zwischenzeitlich wurde er mit Teilen seiner Division in den Irak verlegt (Juli 2006 bis Oktober 2007), wo er auch die Multinational Division-North kommandierte. Am 1. Februar 2008 erhielt Mixon das Kommando über die ebenfalls in Hawaii stationierte United States Army Pacific. Dabei löste er John M. Brown III ab. Er bekleidete dieses Kommando bis zum 1. Mai 2011. Nachdem er an diesem Tag das Kommando an Francis J. Wiercinski übergeben hatte, ging er in den Ruhestand.
Wegen seiner oppositionellen Haltung zur Abschaffung der Praxis des Don’t ask, don’t tell, geriet er noch während seiner Amtszeit in Konflikt mit seinen Vorgesetzten, die ihm einen Verstoß gegen das Gebot der Neutralität der Soldaten vorwarfen. Allerdings wurden keine weiteren Maßnahmen gegen ihn ergriffen.

## Orden und Auszeichnungen
Benjamin Mixon erhielt im Lauf seiner militärischen Laufbahn unter anderem folgende Auszeichnungen:
- Army Distinguished Service Medal
- Defense Superior Service Medal
- Legion of Merit
- Bronze Star Medal
- Meritorious Service Medal
- Joint Service Commendation Medal
- Army Commendation Medal
- Army Achievement Medal
- Joint Meritorious Unit Award
- Meritorious Unit Commendation
- National Defense Service Medal
- Southwest Asia Service Medal
- Afghanistan Campaign Medal
- Iraq Campaign Medal
- Global War on Terrorism Service Medal
- Army Service Ribbon
- Army Overseas Service Ribbon
- Kuwait Liberation Medal (Saudi-Arabien)
- Kuwait Liberation Medal (Kuwait)